# Sennyu-ji

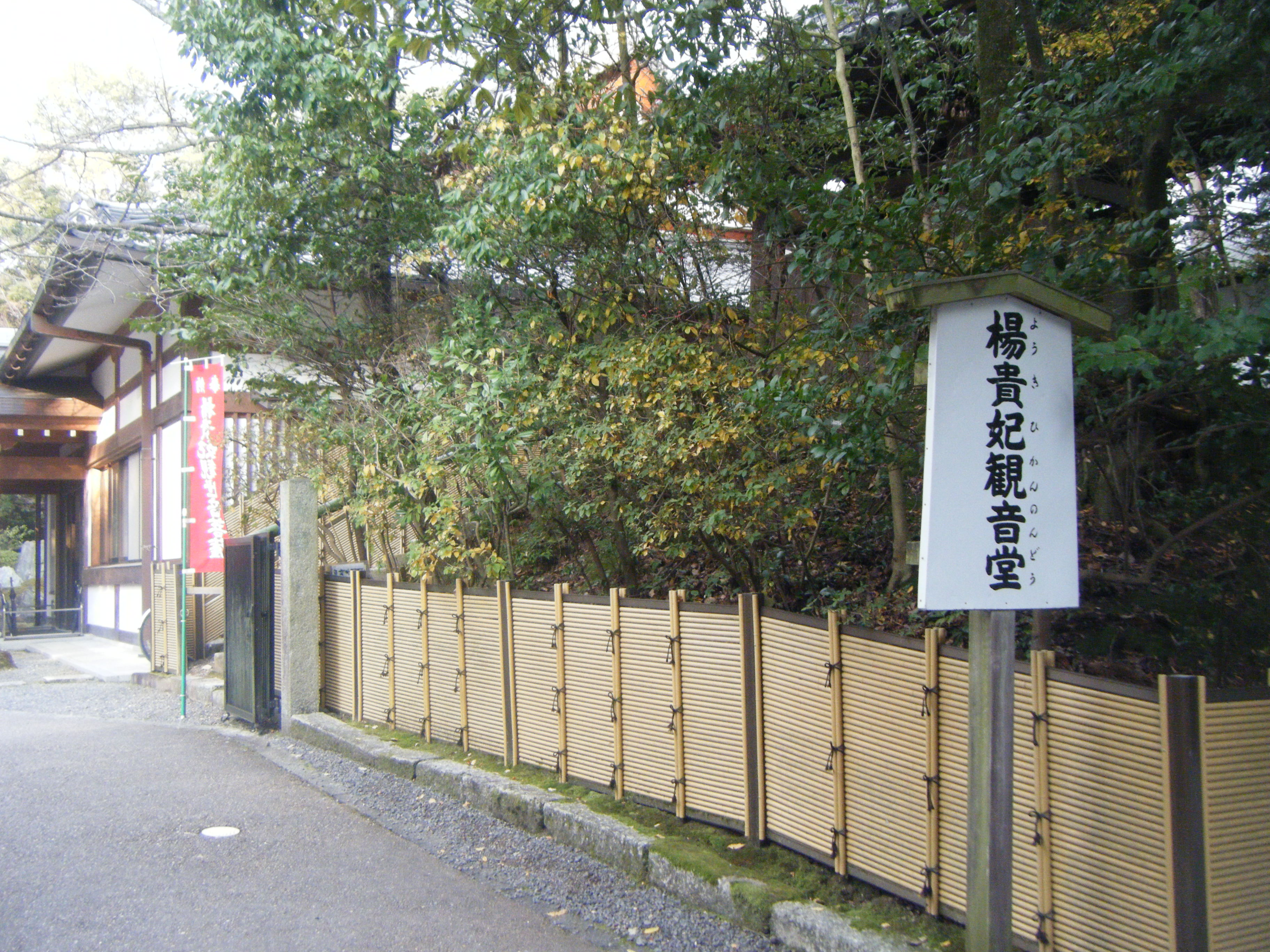
Exterior de Sennyu-ji

Sennyū-ji (泉涌 寺), antigament escrit Sen-yū-ji (仙遊 寺), és un temple budista de Higashiyama-ku, a Kyoto, el Japó. Durant segles, Sennyū-ji fou un temple mortuori per als aristòcrates i la casa imperial. Ací hi ha la tomba de l'emperador Shijō i de molts emperadors posteriors.

## Història
Sennyū-ji fou fundat a principis del període Heian. Segons una tradició, es fundà com a Senyū-ji (仙遊 寺) el 855 a l'antiga vila de muntanya de Fujiwara no Otsugu. Segons una altra tradició, aquest temple era una reconstrucció d'un temple anterior, Hōrin-ji (法輪 寺), que havia estat fundat per Kukai durant l'era Tenchō (824-834). Els principals edificis del Sennyū-ji els reconstruí i amplià a la primeria del segle xiii el monjo Shunjō.

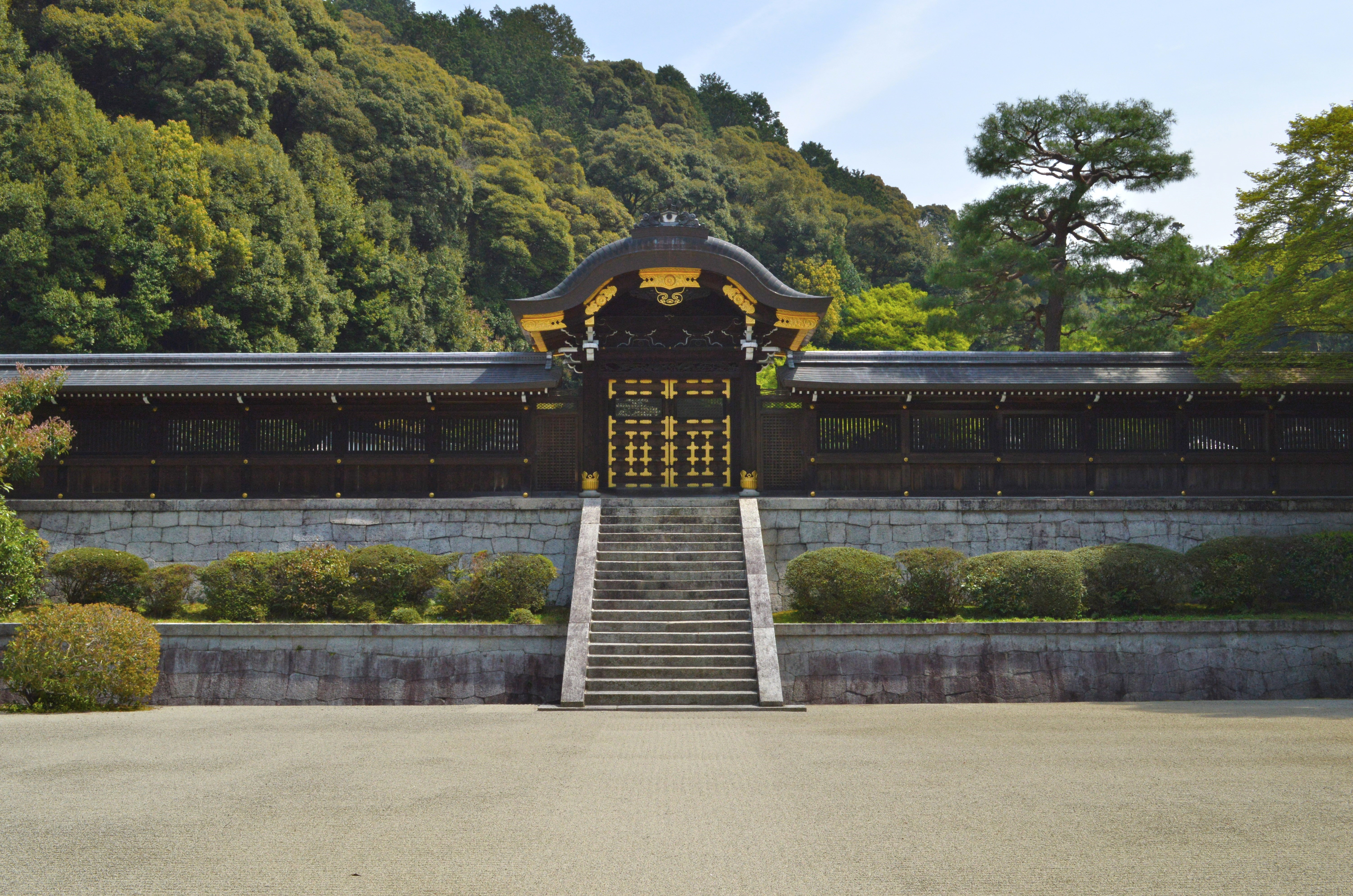
Mausoleu Imperial Tsukinowa-no-misasagi, a l'interior de Sennyu-ji

#### Nochi no Tsukinowa no Higashiyama no misasagi
L'emperador Go-Horikawa i l'emperador Shijō foren els primers que es consagraren en un mausoleu imperial a Sennyū-ji. Aquest mausoleu es diu Tsukinowa no misasagi.
L'emperador Go-Momozono també està consagrat a Tsukinowa no misasagi, amb els seus predecessors imperials immediats des de l'emperador Go-Mizunoo: Meishō, Go-Kōmyō, Go-Sai, Reigen, Higashiyama Tenno, Nakamikado, Sakuramachi, Momozono i Go-Sakuramachi.

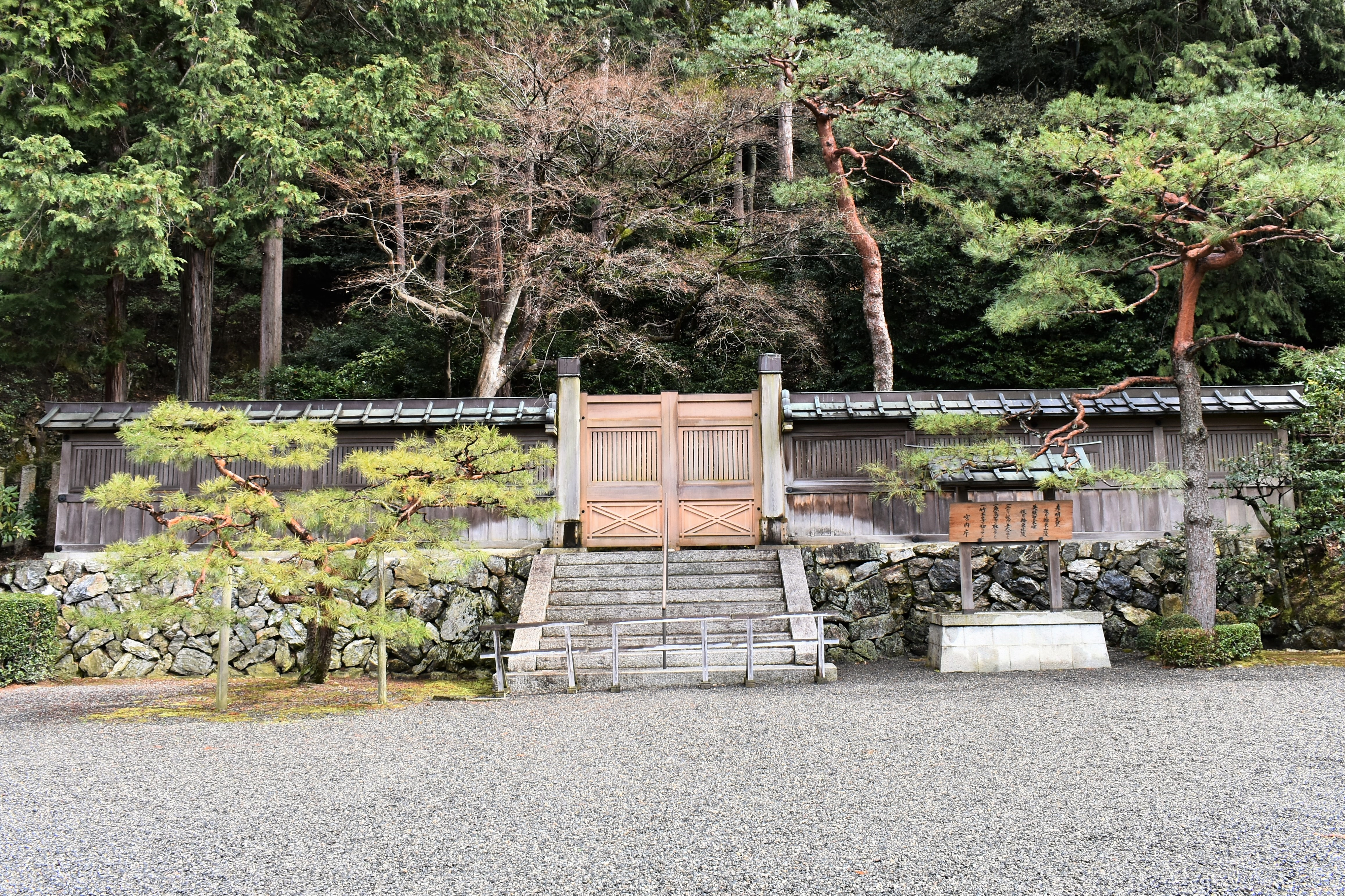
Mausoleu de l'emperador Komei

#### Tsukinowa no misasagi
Els emperadors Kokaku i Ninko estan consagrats a Nochi no Tsukinowa no misasagi (後 月 輪 陵), i Komei també ho està en forma de kofun a Nochi no Tsukinowa no Higashiyama no misasagi (後 月 輪 東山 陵).

## Art
La gran pintura nehan-zu de Sennyū-ji representa Buda en el llit de mort. Aquesta imatge massiva (8 m x 16 m) és la més gran del Japó. La imatge, en relació amb el proper Tōfuku-ji, és la segona més gran del seu tipus al Japó: fa 7 m x 14 m. Totes dues imatges rares vegades es mostren: el 2003 durant tres dies solament.